# Petrisigmoopsis
Petrisigmoopsis is een geslacht van uitgestorven kreeftachtigen uit de klasse van de Ostracoda (mosselkreeftjes).

## Soort
- Petrisigmoopsis wolffi Pinto & Purper, 1980 †